# La più grande avventura
La più grande avventura (Drums Along the Mohawk) è un film del 1939 diretto da John Ford. Basato sull'omonimo romanzo di Walter D. Edmonds, il film fu prodotto da Darryl Zanuck. Fu la prima pellicola girata da Ford in Technicolor. Ebbe due nomination all'Oscar e riscosse un considerevole successo, superando il milione di dollari di incasso nel suo primo anno.

## Trama
Nell'America del 1776, alla vigilia della rivoluzione americana, Lana Borst e Gilbert Martin si sposano. Lasciano le loro agiate famiglie, ad Albany, e si avventurano nell'entroterra come una semplice coppia di pionieri, con un carro, un cavallo ed una vacca, diretti ad una piccola fattoria che Gil possiede nella Mohawk Valley. L'inizio è molto duro, specialmente per Lana che fatica ad abituarsi alla vita dura e incerta dei coloni. Ma le cose dopo un po' si stabilizzano. I coloni della valle, in buona parte tedeschi, hanno costruito una solida comunità, in cui Gil e Lana si inseriscono bene. Il risentimento verso gli inglesi, che li tartassano con le imposte, è forte, al punto che i coloni hanno costruito un fortino e organizzato una milizia, pronti ad entrare in guerra.
Un giorno, mentre l'intera comunità sta aiutando Gil e Lana a disboscare il proprio appezzamento, un nutrito gruppo di indiani, al soldo dell'inglese Caldwell - un tory integralista, dall'aspetto sinistro - assalta la proprietà e la mette a ferro e fuoco. E non è tutto: Lana era incinta e nella avventurosa fuga verso il fortino perde il bambino. La coppia insomma perde tutto, tranne la nuda terra. Senza casa e averi, i Martin accettano di lavorare per una ricca vedova, la signora McKlennar. Gil non avrebbe voluto (l'idea che la moglie lavori a servizio di un'altra signora lo scandalizzava), ma questa volta è Lana a imporsi e a farlo ragionare.
Le cose progressivamente migliorano; ma i Martin non fanno in tempo a riprendersi, materialmente e spiritualmente, che gli inglesi, questa volta con l'esercito, a cui si uniscono i soliti indiani prezzolati, attaccano nuovamente i coloni della valle. Dopo un aspro combattimento, i coloni sconfiggono gli invasori, ma al prezzo di molte vite. Gil viene gravemente ferito, ma riesce a rientrare a casa.
La vita riprende gradualmente. Lana, nuovamente incinta, partorisce il primo figlio dei Martin. Ma un mese dopo, gli inglesi ritornano, con gli indiani, e bruciano degli insediamenti. Con un raccolto modesto, la stagione invernale per tutti i coloni si fa dura; ma resistono. Lana, nell'estate successiva, partorisce il secondo figlio. I raid inglesi e indiani continuano, così come la lotta con la terra perché dia più frutto.
Alla fine giunge il momento dello scontro decisivo con gli inglesi. I coloni vengono schiacciati e assediati nel fortino. Gil, con un'azione temeraria, riesce a rompere l'accerchiamento e a cercare rinforzi presso Fort Dayton. Il soccorso arriva appena in tempo, alle spalle degli assedianti. Gli inglesi e gli indiani vengono sconfitti e la Mohawk Valley diventa finalmente e per sempre libera. Tre anni dopo, a guerra finalmente finita, Gil e Lana lasciano casa McKlennar e tornano alla loro terra, con un terzo figlio, intenzionati a ricostruire la fattoria e a tornare padroni del proprio destino.

## Influenze culturali
- Il film viene citato nell'episodio BillyDandy / Gli Schlubs della serie televisiva animata Le tenebrose avventure di Billy e Mandy.